# لوسيوس قيصر
لوسيوس قيصر (Latin: Lucius Julius Caesar، 17 ق.م – 20 أغسطس 2م ) كان حفيد أغسطس. نجل ماركوس فيبسانيوس أغريبا وجوليا الكبرى، ابنة أغسطس الوحيدة، تبنى أغسطس لوسيوس مع شقيقه الأكبر غايوس قيصر. كأبناء الإمبراطور المتبنى والوريثين المشتركين للإمبراطورية الرومانية، كان للوسيوس وغايوس مهن سياسية وعسكرية واعدة. ومع ذلك، توفي لوسيوس بسبب مرض مفاجئ في 20 أغسطس 2م في مارسيليا، الغال، أثناء سفره للقاء الجيش الروماني في هسبانيا. توفي شقيقه غايوس أيضًا في سن مبكرة نسبيًا في 21 فبراير 4 م. أجبرت الخسارة المفاجئة لكل من الورثة أغسطس على إعادة رسم خط الخلافة من خلال تبني شقيق لوسيوس الأصغر أغريبا بوستوموس بالإضافة إلى ربيبه تيبيريوس في 26 يونيو 4م.

## قائمة المراجع